# Marco Biagi
Marco Biagi (Bologna, 24 november 1950 – Bologna, 19 maart 2002) was een Italiaans jurist. Hij was politiek adviseur van de minister van Sociale zaken en Werkgelegenheid, Roberto Maroni, ten tijde van het kabinet-Berlusconi II, en werd om die reden vermoord door de linkse terreurgroep Rode Brigades. 
In de jaren 70 voltooide Biagi zijn studie rechten, waarna hij onder meer de functie van hoogleraar arbeidsrecht en industriële relaties vervulde aan de Universiteit van Modena.
De moord op Biagi en de sfeer die daarmee in de politiek werd neergezet hebben onder meer aanleiding gegeven voor het aftreden van Claudio Scajola, destijds de Italiaanse minister van Binnenlandse Zaken.